# Natació al Campionat del Món de natació de 2013 – 4 × 200 m lliures femení
El relleu de 4 × 200 metres lliures femení es va celebrar l'1 d'agost de 2013 al Palau Sant Jordi a Barcelona.

## Rècords
Els rècords del món abans de començar la prova:
| Rècord del món       | R.P. de la Xina · Yang Yu (1:55.47) · Zhu Qianwei (1:55.79) · Liu Jing (1:56.09) · Pang Jiaying (1:54.73) | 7:42.08 | Roma, Itàlia | 30 de juliol de 2009 |
| Rècord del campionat | R.P. de la Xina · Yang Yu (1:55.47) · Zhu Qianwei (1:55.79) · Liu Jing (1:56.09) · Pang Jiaying (1:54.73) | 7:42.08 | Roma, Itàlia | 30 de juliol de 2009 |

### Resultats
NR:Rècord Nacional

### Sèries[1]
| Posició | Sèries | Carrer | Nedadores                                                                                                   | País            | Temps   | Notes |
| ------- | ------ | ------ | --- | --------------- | ------- | ----- |
| 1       | 1      | 3      | Ye Shiwen (1:57.43) Shao Yiwen (1:57.69) Guo Junjun (1:58.26) Zhang Wenqing (1:59.12)                       | R.P. de la Xina | 7:52.50 | Q     |
| 2       | 1      | 4      | Brittany Elmslie (1:57.70) Emma McKeon (1:58.24) Ami Matsuo (1:58.61) Alicia Coutts (1:58.14)               | Austràlia       | 7:52.69 | Q     |
| 3       | 2      | 4      | Chelsea Chenault (1:58.95) Karlee Bispo (1:57.74) Madeline Dirado (1:58.48) Jordan Mattern (1:57.86)        | Estats Units    | 7:53.03 | Q     |
| 4       | 2      | 2      | Melanie Costa (1:57.90) Patricia Castro (1:59.27) Beatriz Gómez Cortés (1:59.25) Mireia Belmonte (1:58.48)  | Espanya         | 7:54.90 | Q     |
| 5       | 2      | 5      | Charlotte Bonnet (1:58.31) Mylène Lazare (1:59.81) Isabelle Mabboux (2:01.14) Coralie Balmy (1:57.12)       | França          | 7:56.38 | Q     |
| 6       | 1      | 5      | Samantha Cheverton (1:58.95) Barbara Jardin (1:58.43) Brittany MacLean (1:58.82) Savannah King (2:00.44)    | Canadà          | 7:56.64 | Q     |
| 7       | 2      | 6      | Chihiro Igarashi (1:58.55) Haruka Ueda (1:59.56) Yasuko Miyamoto (1:59.06) Aya Takano (1:59.69)             | Japó            | 7:56.98 | Q     |
| 8       | 2      | 3      | Alice Mizzau (1:58.93) Martina de Memme (1:59.04) Diletta Carli (2:00.49) Federica Pellegrini (1:58.95)     | Itàlia          | 7:57.41 | Q     |
| 9       | 1      | 6      | Viktoriya Andreyeva (1:58.40) Veronika Popova (1:58.38) Mariya Baklakova (2:00.38) Ksenia Yuskova (2:01.96) | Rússia          | 7:59.12 |       |
| 10      | 2      | 7      | Jéssica Cavalheiro (2:02.72) Manuella Lyrio (2:00.64) Larissa Oliveira (2:02.94) Carolina Bilich (2:03.17)  | Brasil          | 8:09.47 |       |
| 11      | 1      | 7      | Liliana Ibáñez (2:01.45) Fernanda González (2:04.42) Rita Medrano (2:04.26) Susana Escobar (2:01.43)        | Mèxic           | 8:11.56 | NR    |
| 12      | 1      | 2      | Quah Ting Wen (2:02.70) Lynette Lim (2:03.22) Amanda Lim (2:04.59) Mylene Ong (2:05.40)                     | Singapur        | 8:15.91 |       |
| 13      | 2      | 1      | Park Jin-Young (2:08.20) Hwang Seo-Jin (2:08.80) An Se-Hyeon (2:09.16) Han Na-Kyeong (2:06.82)              | Corea del Sud   | 8:32.98 |       |

### Final[2]
| Posició | Carrer | Nedadores                                                                                                  | País            | Temps   | Notes |
| ------- | ------ | --- | --------------- | ------- | ----- |
| 1       | 3      | Katie Ledecky (1:56.32) Shannon Vreeland (1:56.97) Karlee Bispo (1:57.58) Missy Franklin (1:54.27)         | Estats Units    | 7:45.14 |       |
| 2       | 5      | Bronte Barratt (1:57.04) Kylie Palmer (1:56.29) Brittany Elmslie (1:56.42) Alicia Coutts (1:57.33)         | Austràlia       | 7:47.08 |       |
| 3       | 2      | Camille Muffat (1:56.45) Charlotte Bonnet (1:56.81) Mylène Lazare (1:59.15) Coralie Balmy (1:56.02)        | França          | 7:48.43 |       |
| 4       | 4      | Ye Shiwen (1:57.17) Shao Yiwen (1:57.54) Guo Junjun (1:58.02) Qiu Yuhan (1:57.06)                          | R.P. de la Xina | 7:49.79 |       |
| 5       | 6      | Melanie Costa (1:56.50) Patricia Castro (1:59.06) Mireia Belmonte (1:58.56) Beatriz Gómez Cortés (1:59.08) | Espanya         | 7:53.20 | NR    |
| 6       | 7      | Samantha Cheverton (1:59.23) Barbara Jardin (1:58.19) Brittany MacLean (1:58.03) Savannah King (2:00.03)   | Canadà          | 7:55.48 |       |
| 7       | 8      | Alice Mizzau (1:59.84) Martina de Memme (1:58.60) Diletta Carli (2:00.74) Federica Pellegrini (1:58.73)    | Itàlia          | 7:57.91 |       |
| 8       | 1      | Chihiro Igarashi (1:58.41) Haruka Ueda (1:59.55) Yasuko Miyamoto (1:59.81) Aya Takano (2:00.38)            | Japó            | 7:58.15 |       |